# Chinn Glacier
Chinn Glacier är en glaciär i Antarktis. Den ligger i Östantarktis. Nya Zeeland gör anspråk på området. Chinn Glacier ligger 1 107 meter över havet.
Terrängen runt Chinn Glacier är huvudsakligen bergig, men norrut är den kuperad. Trakten är obefolkad. Det finns inga samhällen i närheten. 